# DuSable Museum of African American History
El DuSable Museum of African American History de Chicago es el museo más antiguo dedicado al estudio y la preservación de la historia, la cultura y el arte afroamericanos. Situado en la zona de Washington Park, fue fundado en 1961 por un grupo de artistas y profesores, entre los que se encontraban Margaret Taylor-Burroughs, su marido Charles Burroughs y Gerard Lew, como el Ebony Museum of Negro History and Art. En 1968, el museo tomó su nombre actual en honor a Jean Baptiste Point DuSable, un comerciante de pieles haitiano y el primer colono permanente de Chicago. El Chicago Jazz Festival celebra regularmente conciertos allí.

## Historia
El Ebony Museum of Negro History and Art abrió sus puertas en 1961, gracias a los esfuerzos de Margaret y Charles Burroughs  para corregir la ausencia percibida de la historia y la cultura negra en el mundo académico. En 1968, el museo fue rebautizado en honor de Jean Baptiste Pointe du Sable y en 1971, el Chicago Park District le concedió el uso administrativo del Washington Park. En 1993, el museo se amplió con la construcción de una nueva ala con el nombre de Harold Washington, el primer alcalde afroamericano de Chicago.
El museo es el depósito más antiguo y más grande de la cultura negra americana, y en el curso de su historia, ha crecido para satisfacer el creciente interés del público y de los estudiosos por la cultura negra, a partir de la década de 1960. Esta voluntad de adaptación le permitió sobrevivir mientras que otros museos fracasaron debido a una recesión económica o a la disminución del apoyo del gobierno.